# Kolekcjoner (powieść)
Kolekcjoner (tytuł oryginalny The Collector) – powieść angielskiego pisarza Johna Fowlesa z 1963, która została zekranizowana w 1965.

## Opis fabuły
Powieść opowiada o Fryderyku Cleggu, młodym urzędniku miejskim, którego hobby jest kolekcjonowanie motyli. Jest on narratorem pierwszej części powieści. Fryderyk zakochał się w Mirandzie Grey, nieszczęśliwie, lecz z powodu nieśmiałości nie jest w stanie nawiązać z nią kontaktu, ani tym bardziej wyznać jej miłość. Pewnego dnia wygrywa na loterii znaczną sumę pieniędzy, co umożliwia mu rezygnację z pracy i zamieszkanie w odludnym domu na wsi. Samotność i mnóstwo wolnego czasu owocują szczegółowo opracowanym planem, który ma mu pozwolić zdobyć serce ukochanej. Fryderyk postanawia porwać ją i uwięzić. Do porwania używa chloroformu, po czym więzi Mirandę w piwnicy swego domu, przekonany że porwana z czasem go pokocha. Ze zdziwieniem zauważa, że z czasem to on znajduje się na defensywnej pozycji. Zawstydzony, obiecuje wypuścić porwaną po miesiącu. Przyrzeka traktować ją z szacunkiem, obsypywać wszystkim czego sobie zażyczy oraz zapewnia, że nie zamierza jej molestować. W zamian ona ma nie opuszczać piwnicy. Fryderyk uzasadnia i usprawiedliwia każdy swój krok, używając języka całkowicie pozbawionego emocji. Nie umie nawiązać kontaktu z innymi ludźmi i wykazuje inne cechy właściwe socjopacie. Wkłada wiele wysiłku, by zachowywać się normalnie i czuje się dotknięty, gdy słyszy, że jego zachowanie jest bezduszne.
Druga część książki to notes Mirandy, w którym zapisuje ona swoją wersję wydarzeń. Początkowo przerażona, jest przekonana, że Fryderyk porwał ją, by wykorzystać seksualnie, jednak z czasem zaczyna współczuć swojemu oprawcy. Ze względu na jego zachowanie i obsesje na jej punkcie porównuje go do Kalibana z Burzy Szekspira. Wątek szekspirowski jest traktowany dość ironicznie, gdyż sama Miranda stwierdza, że jej porywaczowi znacznie bliżej do Kalibana niż do jego imiennika, który zdobył serce córki Prospera. Miranda wielokrotnie podejmuje próby ucieczki, lecz Fryderykowi zawsze udaje się ją powstrzymać. Próbuje go też uwieść, lecz rezultat jest inny od oczekiwanego, gdyż Fryderyk jest zmieszany i rozzłoszczony, a z czasem nabiera do niej odrazy. Miranda postanawia zabić swojego oprawcę, lecz uniemożliwia jej to poważna choroba. Fryderyk waha się i zwleka z udzieleniem jej pomocy, a potem z wezwaniem lekarza, bo jest przekonany, że rzekoma choroba to jedynie element planu następnej próby ucieczki. Miranda umiera na zapalenie płuc.
Narratorem trzeciej części jest Fryderyk, który początkowo planuje popełnić samobójstwo, lecz po lekturze dziennika Mirandy, z którego dowiaduje się, że nigdy go nie kochała, porzuca ten pomysł. Nie bez znaczenia dla tej decyzji jest też fakt, że znalazł już kolejną ofiarę.

## Ekranizacja
Angielski film z roku 1965. Adaptacja scenariusza – Stanley Mann i John Kohn, reżyseria William Wyler, w rolach głównych wystąpili Terence Stamp i Samantha Eggar.
Film był nominowany do Oscara w 3 kategoriach: najlepsza reżyseria, najlepszy scenariusz adaptowany i najlepsza aktorka dla Samanthy Eggar.